# Raffaele Russo (militare)
Raffaele Russo (Napoli, 21 aprile 1941 – Napoli, 9 ottobre 1979) è stato un militare italiano, appuntato dell'Arma dei Carabinieri, insignito della medaglia d'oro al valor militare alla memoria.

## Biografia
Raffaele Russo nasce a Napoli il 21 aprile 1941 e, conseguita la Licenza media, il 20 gennaio 1960 si arruola nell’Arma. Dopo essere stato impiegato nel 1º Squadrone di Roma e nella Legione Carabinieri di Cagliari, nel 1965 rientra alla Legione Carabinieri di Napoli, prestando servizio nelle Stazioni di Santa Maria Capua Vetere e San Cipriano d’Aversa (CE). A seguito di una breve parentesi lavorativa nei Nuclei a cavallo della Legione Carabinieri di Firenze, nel 1974 ritorna a Santa Maria Capua Vetere per l’impiego nel Nucleo Traduzioni e Scorte presso quel Tribunale. 
Il 9 ottobre 1979, alle ore 7.15, nel piazzale antistante alla Stazione ferroviaria “Circumvesuviana” di Napoli, Enrico Gaj, geometra di 33 anni, esporle in rapida successione 5 colpi di pistola contro il conduttore della stessa “Circumvesuviana”, che morì sul colpo. L’Appuntato Russo, che casualmente sostava nel piazzale, uditi i colpi e constatata la scena del delitto, con eccezionale coraggio ed ammirevole senso del dovere, si lanciò contro il malfattore per disarmarlo ed arrestarlo, ingaggiando con lui una brutale colluttazione. Il Gaj riuscì ad avere la meglio nel conflitto, sparando un colpo di pistola all’Appuntato, che subì gravi danni alla trachea. 
Mentre un’autoradio del Nucleo Radiomobile del Gruppo Carabinieri Napoli I si metteva alla ricerca del Gaj, l’Appuntato Russo veniva trasportato da un’altra pattuglia all’Ospedale “Cardarelli” dove, sebbene sottoposto ad immediato intervento chirurgico, decedeva per “choc traumatico ed emorragico conseguente a ferita di arma da fuoco”. 
La dinamica dell’episodio, le circostanze che lo avevano originato, nonché la lucida ed incondizionata aderenza del comportamento alle finalità istituzionali dell’Arma, dettero prova dell’ardimento del militare, del suo elevato senso del dovere e dell’onore, della sua coraggiosa iniziativa e della sua generosa accettazione dell’estremo rischio. Pertanto, l’Appuntato Raffaele Russo fu insignito della Medaglia d’Oro al Valor Militare “alla memoria”.

## Riconoscimenti
A suo nome sono intitolate le caserme sedi del Comando Compagnia di Ischia (NA) e delle Stazioni di Mugnano di Napoli e Napoli-Borgo Loreto. 
Alla sua memoria è stato intitolato il 201º corso allievi carabinieri ausiliari, che a Torino ha prestato giuramento in concomitanza del 182º anniversario di fondazione dell'Arma.